# Lefeng, Jiangxi
Lefeng är en köping i Kina. Den ligger i provinsen Jiangxi, i den sydöstra delen av landet, omkring 90 kilometer öster om provinshuvudstaden Nanchang. Antalet invånare är 26 610. Befolkningen består av 12 798 kvinnor och 13 812 män. Barn under 15 år utgör 22,0 %, vuxna 15-64 år 69 %, och äldre över 65 år 8,0 %.